# Telmatoscopus caribicus
Telmatoscopus caribicus är en tvåvingeart som beskrevs av Wagner 1993. Telmatoscopus caribicus ingår i släktet Telmatoscopus och familjen fjärilsmyggor. Inga underarter finns listade i Catalogue of Life.